# 日本プロゴルフマッチプレー選手権
日本プロゴルフマッチプレー選手権は、1975年 - 2003年の毎年9月に開催されていた日本のプロゴルフ競技のメジャー大会の1つ。大会創設当初は5月に開催されたが、日本プロゴルフ選手権大会と時期を入れ替えて1992年以後は9月に開催されていた。
大会に出場できるのは32人で、前回の当大会優勝選手と、前年9月〜当年8月までのツアー競技における賞金獲得上位選手31人に出場権が与えられていた。この大会の特徴は通常のストロークプレー（2 - 4日間の合計スコアで競う）方式ではなく、完全ノックアウト方式による1:1のマッチプレートーナメントである。そのため大物選手がそのトーナメントの道中で敗退したり、あるいは伏兵選手が勝ち上がることもよくあった。

## 優勝者特典
- 優勝者には向こう5年間の日本ゴルフツアー機構公認試合（日本プロゴルフ協会の公式戦含む）における無条件のシード権が与えられていた。

## 大会の流れ
- 初日 - 32選手による1回戦
- 2日目 - 16選手による2回戦
- 3日目 - 午前中は8選手による準々決勝、引き続き午後は4選手による準決勝
- 4日目 - 準決勝勝ち上がり2選手による決勝と敗戦選手による3位決定戦を同時開催

※決勝戦については36ホールズ（2ラウンド）、他は18ホールズ（1ラウンド）となっている。

## マッチプレーのスコアの見方
- マッチプレーでは一般的には勝利を収めた選手の側から見て「1up（ワンナップ）」や「2up（ツーアップ）」といったスコアの表し方をするのが恒例であるが、時々野球のスコアのように「3-2」や「4-3」といったスコアの書き方をする場合もある。
- これは前者の数字は勝利を収めた選手の側から見てのアップ数、後者は残りの対戦予定ホール数を示している。
- 従って「3-2」は2ホールズを残しての3upでの勝ち抜け、後者は3ホールズを残しての4upでの勝利を意味する。この場合「3アンド2」や「4アンド3」と説明する。

## 大会歴代優勝者
| 回数   | 開催時期               | 優勝者               | 開催地   | 開催ゴルフコース                    |
| ------ | ---------------------- | -------------------- | -------- | ----------------------------------- |
| 第1回  | 1975年5月16日 - 18日   | 村上隆               | 神奈川県 | 戸塚カントリー倶楽部                |
| 第2回  | 1976年5月28日 - 30日   | 吉川一雄             | 神奈川県 | 戸塚カントリー倶楽部                |
| 第3回  | 1977年5月13日 - 15日   | 橘田規               | 神奈川県 | 戸塚カントリー倶楽部                |
| 第4回  | 1978年5月26日 - 28日   | 青木功               | 神奈川県 | 戸塚カントリー倶楽部 西コース       |
| 第5回  | 1979年5月17日 - 20日   | 青木功               | 神奈川県 | 戸塚カントリー倶楽部 西コース       |
| 第6回  | 1980年5月15日 - 18日   | 安田春雄             | 神奈川県 | 戸塚カントリー倶楽部 西コース       |
| 第7回  | 1981年5月14日 - 17日   | 青木功               | 神奈川県 | 戸塚カントリー倶楽部 西コース       |
| 第8回  | 1982年5月13日 - 16日   | 青木功               | 神奈川県 | 戸塚カントリー倶楽部                |
| 第9回  | 1983年5月12日 - 15日   | 中嶋常幸             | 茨城県   | 水戸ゴルフクラブ                    |
| 第10回 | 1984年5月16日 - 19日   | 中村通               | 茨城県   | 水戸ゴルフクラブ                    |
| 第11回 | 1985年5月16日 - 19日   | 高橋勝成             | 茨城県   | 水戸ゴルフクラブ                    |
| 第12回 | 1986年5月15日 - 18日   | 中嶋常幸             | 茨城県   | 水戸ゴルフクラブ                    |
| 第13回 | 1987年5月14日 - 17日   | 高橋勝成             | 茨城県   | 水戸ゴルフクラブ                    |
| 第14回 | 1988年5月12日 - 15日   | デビッド・イシイ     | 福島県   | グリーンアカデミーカントリークラブ  |
| 第15回 | 1989年5月11日 - 14日   | 尾崎将司             | 福島県   | グリーンアカデミーカントリークラブ  |
| 第16回 | 1990年5月10日 - 13日   | 尾崎直道             | 福島県   | グリーンアカデミーカントリークラブ  |
| 第17回 | 1991年5月16日 - 19日   | 東聡                 | 岐阜県   | 新陽カントリー倶楽部                |
| 第18回 | 1992年9月3日 - 6日     | 中嶋常幸             | 栃木県   | プレステージカントリークラブ        |
| 第19回 | 1993年9月2日 - 5日     | 山本善隆             | 栃木県   | 東ノ宮カントリークラブ              |
| 第20回 | 1994年9月1日 - 4日     | トッド・ハミルトン   | 北海道   | ニドムクラシックコース ニスパコース |
| 第21回 | 1995年8月31日 - 9月3日 | 友利勝良             | 北海道   | ニドムクラシックコース ニスパコース |
| 第22回 | 1996年8月29日 - 9月1日 | 芹澤信雄             | 北海道   | ニドムクラシックコース ニスパコース |
| 第23回 | 1997年9月4日 - 7日     | 丸山茂樹             | 北海道   | ニドムクラシックコース ニスパコース |
| 第24回 | 1998年9月3日 - 6日     | 桑原克典             | 北海道   | ニドムクラシックコース ニスパコース |
| 第25回 | 1999年9月2日 - 5日     | 小山内護             | 北海道   | ニドムクラシックコース ニスパコース |
| 第26回 | 2000年8月31日 - 9月3日 | 横尾要               | 北海道   | ニドムクラシックコース ニスパコース |
| 第27回 | 2001年8月30日 - 9月2日 | ディーン・ウィルソン | 北海道   | ニドムクラシックコース イコロコース |
| 第28回 | 2002年9月5日 - 8日     | 佐藤信人             | 北海道   | ニドムクラシックコース イコロコース |
| 第29回 | 2003年9月4日 - 7日     | トッド・ハミルトン   | 北海道   | ニドムクラシックコース イコロコース |